# Carcelia ceylanica
Carcelia ceylanica là một loài ruồi trong họ Tachinidae.